# Catedral de Maracay
La Catedral de San José de Maracay también llamada Catedral de Maracay es un edificio religioso católico localizado entre las avenidas Bolívar y Miranda de la ciudad de Maracay, estado Aragua, Venezuela. La Catedral de Maracay es sede episcopal de la diócesis de Maracay y a diferencia de otras catedrales en ciudades venezolanas que se encuentran frente a una Plaza Bolívar, la Catedral de Maracay, se encuentra frente a la Plaza Girardot, que fue establecida para honrar a Atanasio Girardot, prócer de la independencia.
Cuando fue creada empezó como la "Iglesia de Maracay" construida en los terrenos del Marqués de Mijares a finales del siglo XVII siendo su primer párroco Francisco Pérez Estopiñán en 1701. Su aspecto actual es el resultado de numerosas modificaciones a través de la historia de la ciudad. Sigue el rito romano o latino y es la sede de la diócesis latina de Maracay (Dioecesis Maracayensis).
No debe ser confundida con la Catedral de Nuestra Señora de la Asunción (San Jacinto), otra catedral católica dedicada a la misma advocación mariana, en la misma ciudad pero ubicada en la Urbanización San Jacinto y que utiliza el rito siro católico (también bajo autoridad del Papa en Roma).